# Batesiella crinita
Genre
Espèce
Batesiella crinita, unique représentant du genre Batesiella, est une espèce d'araignées mygalomorphes de la famille des Theraphosidae.

## Distribution
Cette espèce est endémique du Cameroun.

## Description
La femelle holotype mesure 32 mm.

## Étymologie
Ce genre est nommé en l'honneur de George Latimer Bates.

## Publication originale
- Pocock, 1903 : Some new spiders from the camaroons collected by Mr G. L. Bates. Annals and Magazine of Natural History, sér. 7, vol. 11, p. 258-264 (texte intégral).